# Александр I Алдя
Александр I Алдя (рум. Alexandru I Aldea; ок. 1397 — 1436) — господарь Валахии (1431—1436) из династии Басарабов, сын валашского господаря Мирчи I Старого.

## Биография
В феврале-марте 1431 года после смерти своего двоюродного брата, валашского господаря Дана II, Александр Алдя занял валашский господарский трон при поддержке молдавского господаря Александра I Доброго. В 1432 году в Валахию вторглись турки-османы. Александр Алдя вынужден был подчиниться турецкому султану, обязывался платить дань и участвовать в османских военных походах. Протурецкая политика Александра Алдя вызвало недовольство валашского боярства, которое выдвинуло кандидатом на господарский престол его брата Влада II Дракула, который проживал в Трансильвании. В декабре 1436 года Влад Дракул с трансильванским войском вступил в Валахию, разбил турок и умертвил своего брата-соперника Александра Алдя.